# Oribatula hailongensis
Oribatula hailongensis är en kvalsterart som först beskrevs av Wen och Zhang 1988.  Oribatula hailongensis ingår i släktet Oribatula och familjen Oribatulidae. Inga underarter finns listade i Catalogue of Life.